# Девадатта
Девадатта (санскр. देवदत्‍त) — двоюродный брат Гаутамы Будды, бывший буддийский монах, известный созданием раскола в сангхе. Этот раскол не удался, поскольку его последователи вернулись к Будде, после чего Девадатта также захотел вернуться. Девадатту часто описывают завидующим величию и мудрости Будды, и желающим стать великим религиозным лидером вместо Будды. 
Изначальная мотивация Девадатты следовать праведной жизни и стать монахом была чистой, но позже он стал безнравственным после достижения некоторых сверхъестественных способностей.

## История
После прихода в Капилавасту Будды Девадатта вместе с 5 царевичами Ануруддхой, Бхаддией, Анандой, Бхагу и Кимбилой и придворным цирюльником Упали покинули дворец, чтобы стать монахами.

## Анантарика-камма («Смертные грехи»)
Девадатта известен попытками убийства Будды несколько раз, включая:
- Скатывание на него большого камня. Девадатта потерпел неудачу, но осколок скалы поранил ногу Будды. Согласно буддийской традиции, это одно из пяти самых тяжёлых злодеяний, которые может совершить человек.
- Побуждение слона к нападению на Будду. Будда смог усмирить слона, направляя метту на него.

В соответствии с Суттапитакой, после нескольких попыток убить Шакьямуни Девадатта основал свой собственный буддийский монашеский орден, расколов монашеское сообщество на два (ещё одна «анантарика-камма»). Пытаясь стать главой своей собственной сангхи, Девадатта провозгласил пять строгих правил для монахов, которые не признавал Будда. Девадатта предполагал, что после того, как он провозгласит эти правила и Будда не допустит их, Девадатта сможет заявить, что он следует этим правилам и исполняет их, что сделает его лучшим и более праведным монахом. Одним из этих дополнительных правил для монахов было — придерживаться вегетарианства.
В «Сутре о Созерцании» говорится, что Девадатта убедил принца Аджаташатру убить своего отца, короля Бимбисару, и занять трон. Аджаташатру последовал совету, и это действие (ещё одна «анантарика-камма», убийство своего отца) помешало ему достичь Просветления позже, во время слушания поучений Будды.
Девадатта — единственный в ранней буддийской традиции, кто совершил три из пяти самых тяжёлых злодеяний.

## Смерть
Потеряв репутацию и влияние после раскола Сангхи, Девадатта пожалел о том, что он совершил и искренне захотел раскаяться перед Буддой. Но после того, как он зашёл в монастырь, где в то время жил Будда, созрело последствие его действий; земля разверзлась под ним и затянула его прямо в один из адов, Авичи.
По другой версии, к концу жизни его замучили угрызения совести от совершенных им злодеяний; ему удалось обратиться к Будде и снова принять Прибежище (посмертно) в Трёх Драгоценностях. Под грузом своих грехов он был обречён страдать несколько сотен тысяч лет в Авичи. Тем не менее, говорят, что он позднее должен достигнуть состояния Пратьека-Будды за свои былые заслуги.

## Девадатта в поучениях Махаяны
В Лотосовой сутре традиции Махаяны Будда высказывает утверждение о том, как даже Девадатта может стать Просветлённым и сострадательным существом. Это утверждение предполагает, что спустя некоторое время даже худшие личности в конце концов могут стать Буддами, независимо от того, насколько плоха их карма.

## Другие значения
Буквальное значение слова «Девадатта» — «Данный Богом». В «Бхагавадгите» раковина, использованная Арджуной на поле боя Курукшетра, называется Девадатта. Девадатта — также один из персонажей индийского сборника сказок «Двадцать пять рассказов Веталы».